# Николо-Плесна
Нико́ло-Пле́сна — деревня Ломовского сельского округа в Октябрьском сельском поселении Рыбинского района Ярославской области. Также была известна как погост Никола-на-Плесне или Никольский погост, Никольское-на-Плясне.

## География
Деревня находится к северо-востоку от автомобильной дороги P151 Ярославль—Рыбинск, между этой дорогой и правым высоким берегом реки Волги, в юго-восточной части поселения и Рыбинского района. Рядом - через овраг - расположена большая деревня, фактически посёлок, Дюдьково, в нём имеются многоквартирные благоустроенные дома и другие элементы инфраструктуры: средняя школа, медицинская амбулатория, отделение сбербанка, почта.

## Достопримечательности
В Николо-Плесне - "на поповской горке" - расположена церковь Благовещения Пресвятой Богородицы с приделом Иоанна Предтечи и трёхъярусной колокольней. Церковь была построена во второй половине XVIII века, в раннеклассических формах с элементами барокко. Её объёмное решение вполне традиционно для провинциальной архитектуры того периода: на кубический объём нижнего яруса поставлен восьмерик, перекрытый сомкнутым сводом. А венчает купол ещё один небольшой восьмерик, который служит основанием для фигурной главки в виде чаши с крестом. В отделке основного восьмерика храма и колокольни использованы одинаковые декоративные мотивы: широкие филенки и зубчатый карниз. В ложном окне на наружной восточной части восьмерика помещалась живописная композиция "Благовещение", следы которой ещё были видны в начале XXI века. В интерьере церкви сохранилась масляная живопись конца XIX века и резной иконостас начала того же столетия.
Ещё совсем недавно рядом с Благовещенским храмом стояла деревянная Никольская церковь, давшая название деревне. Её возвели ещё при Иване Грозном, но сильно перестроили в 1850-е годы. В 1980-х годах церковь, хоть и лишённая главки, ещё украшала деревню, но к 2007 году, отмечает краевед Н. С. Борисов, от уникального памятника осталось лишь несколько брёвен.

## История
Погост Никольский указан на плане Генерального межевания Борисоглебского уезда 1792 года. В 1825 Борисоглебский уезд был объединён с Романовским уездом. По сведениям 1859 года Никольское относилась к Романово-Борисоглебскому уезду .
Деревня указана в документах администрации, на почтовом сайте, в публикациях, связанных с храмом.
На 1 января 2007 года в деревне не числилось постоянных жителей . Деревню обслуживает почтовое отделение, расположенное в деревне Дюдьково, но почтовый сайт не говорит о числе обслуживаемых адресов .

## Население
| 1859 | 2002 | 2007 | 2010 |
| ---- | ---- | ---- | ---- |
| 20   | ↘0   | →0   | →0   |